# 热尔德
热尔德（法語：Gerde，法語發音：[ʒɛʁd]）是法国上比利牛斯省的一个市镇，属于巴涅尔德比戈尔区。

## 地理
热尔德（43°3'18"N, 0°10'2"E）面积6.93 平方千米，位于法国奧克西塔尼大區上比利牛斯省，该省份为法国西南部内陆省份，北至热尔省，西接大西洋比利牛斯省，南与西班牙接壤，东临上加龙省。
与热尔德接壤的市镇（或旧市镇、城区）包括：于泽尔、阿斯泰、巴涅尔德比戈尔。

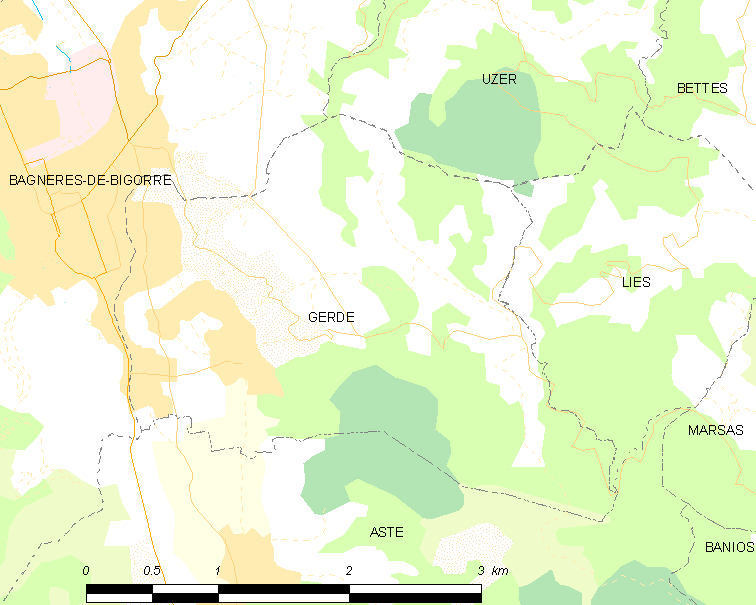
热尔德的OSM定位图

热尔德的时区为UTC+01:00、UTC+02:00（夏令时）。

## 行政
热尔德的邮政编码为65200，INSEE市镇编码为65198。

## 政治
热尔德所属的省级选区为上比戈尔县。

## 人口

1962-2008年间热尔德人口变化图示

热尔德于2022年1月1日时的人口数量为1194人。